# 2025년 마이애미 그랑프리
틀:자동차 경주 대회 정보
2025년 마이애미 그랑프리(영어: 2025 Miami Grand Prix)는 2025년 5월 4일 미국 플로리다주의 마이애미 인터내셔널 오토드롬에서 열린 2025년 포뮬러 원 세계 선수권 대회의 6번째 라운드로, 스프린트 경기 포함 주말 기간 중 이틀간 치러졌다.

## 경기 개요
- 폴 포지션: 맥스 베르스타펜 (레드불) – 1:26.204
- 가장 빠른 랩: 랜도 노리스 (맥라렌), 랩 36 – 1:29.746
- 관중 수: 약 275,000명
- 하이라이트:

```
 * 
오스카 피아스트리
(
맥라렌
) 우승
 * 
랜도 노리스
 2위, 맥라렌 1–2 피니시
 * 
조지 러셀
(
메르세데스
) 3위
 * 
맥스 베르스타펜
 4위, 경합 상황에서 지연 및 타이어 전략 불발
 * 
알렉산더 알본
(
윌리엄스
) 5위 선전
 * 
안드레아 키미 안토넬리
(
메르세데스
) 6위
 * 세이프티카 또는 VSC 없는 깔끔한 완주 레이스 진행  
```

## 결승 결과
| 순위 | 드라이버               | 팀          | 랩 | 시간/격차            | 포인트 |
| ---- | ---------------------- | ----------- | -- | -------------------- | ------ |
| 1    | 오스카 피아스트리      | 맥라렌      | 57 | 1:28:51.587          | 25     |
| 2    | 랜도 노리스            | 맥라렌      | 57 | +4.630초             | 18     |
| 3    | 조지 러셀              | 메르세데스  | 57 | +37.644초            | 15     |
| 4    | 맥스 베르스타펜        | 레드불      | 57 | +39.956초            | 12     |
| 5    | 알렉산더 알본          | 윌리엄스    | 57 | +48.067초            | 10     |
| 6    | 안드레아 키미 안토넬리 | 메르세데스  | 57 | +55.502초            | 8      |
| 7    | 찰스 르클레르          | 페라리      | 57 | +57.036초            | 6      |
| 8    | 루이스 해밀턴          | 페라리      | 57 | +60.186초            | 4      |
| 9    | 카를로스 사인즈 주니어 | 윌리엄스    | 57 | +60.577초            | 2      |
| 10   | 유키 츠노다            | 레드불      | 57 | +74.434초            | 1      |
| 11   | 이삭 하자르            | 레이싱 불스 | 57 | +74.602초            | 0      |
| 12   | 에스테반 오콘          | 하스        | 57 | +82.006초            | 0      |
| 13   | 피에르 가슬리          | 알핀        | 57 | +90.445초            | 0      |
| 14   | 니코 휠켄버그          | 킥 자우버   | 56 | +1랩                 | 0      |
| 15   | 페르난도 알론소        | 애스턴 마틴 | 56 | +1랩                 | 0      |
| 16   | 랜스 스트롤            | 애스턴 마틴 | 56 | +1랩                 | 0      |
| 17   | 리암 로슨              | 레이싱 불스 | 36 | 리타이어 (충돌)      | 0      |
| 18   | 가브리엘 보르톨레토    | 킥 자우버   | 30 | 리타이어 (엔진 고장) | 0      |
| 19   | 올리버 베어먼          | 하스        | 27 | 리타이어 (엔진 고장) | 0      |
| 20   | 잭 두한                | 알핀        | 0  | DNS (사고)           | 0      |

## 챔피언십 순위
이 경기 후 드라이버 챔피언십에서는 오스카 피아스트리가 선두(131점), 2위는 랜도 노리스(115점), 3위는 맥스 베르스타펜(99점)이었으며, 컨스트럭터스에서는 맥라렌이 선두(246점), 메르세데스(141점), 레드불(105점) 순이었다.